# L'isola del tesoro (film 1950)
L'isola del tesoro è un film del 1950 diretto da Byron Haskin. Tratto dall'omonimo romanzo di Robert Louis Stevenson del 1883, è il primo film completamente in live-action prodotto dalla Walt Disney Productions, nonché il primo adattamento de L'isola del tesoro girato a colori. Ha come protagonisti Bobby Driscoll nei panni di Jim Hawkins e Robert Newton in quelli di Long John Silver. Girato in Inghilterra in esterni e ai Denham Film Studios, nel Buckinghamshire, fu distribuito negli Stati Uniti il 30 luglio 1950, ottenendo un buon successo di pubblico e critica.

## Trama
Nel 1765, sulla costa occidentale dell'Inghilterra, un ragazzino di nome Jim Hawkins vive con la madre nella piccola locanda campagna che gestiscono. Il capitano William Bones, un ospite malaticcio della locanda, consegna a Jim la mappa di un tesoro dopo che sono venuti a fargli visita due pirati, uno dei quali gli ha dato un biglietto segnato con una macchia nera, e lo manda a cercare aiuto dopo avergli fatto una vaga promessa su una ricompensa. Jim ritorna col conte Trelawney e il dottor Livesey, ma trova Bones senza vita, e allora mostra la mappa a Trelawney. Trelawney riconosce la mappa come appartenuta al bucaniere capitano Flint e finanzia un viaggio per recuperare il tesoro perduto del pirata. Trelawney ingaggia il capitano Smollett e la sua nave, la Hispaniola, portando con sé anche Livesey come medico di bordo e Jim come mozzo.
Prima della partenza, Trelawney coinvolge Long John Silver, un oste con una gamba sola, che accetta di radunare una ciurma. Silver si lega d'amicizia con Jim e si aggrega alla spedizione come cuoco di bordo. Smollett nutre delle preoccupazioni sulla ciurma, specialmente quando rivela a Trelawney che tutti conoscono lo scopo del loro viaggio.
Sul mare, Silver convince Jim a portargli del rum, che utilizza per far ubriacare il primo ufficiale, il signor Arrow, in modo che cada dalla murata durante una tempesta.
A Jim accade di sentire per caso il progetto di ammutinamento di Silver e dell'equipaggio, scoprendo che i marinai assunti da Silver costituivano la vecchia ciurma del capitano Flint. Jim rivela il tradimento a Smollett, che gli chiede di rimanere amico di Silver in modo da raccogliere ulteriori informazioni. Dopo aver raggiunto l'isola del tesoro, Silver si offre di rimorchiare la nave verso un approdo più sicuro, usando due delle lance della nave. Durante l'operazione di traino, uno degli uomini di Silver, Merry, guida l'ammutinamento sulla Hispaniola. Smollett, essendo stato avvertito del complotto da Jim, riesce a sfuggire loro con i pochi uomini rimastigli fedeli, e imprigiona gli ammutinati sotto coperta. Silver slega le lance dalla Hispaniola e sbarca col resto dei suoi uomini, prendendo Jim in ostaggio. Smollett, Trelawney e Livesey sbarcano dopo di loro, lasciando sulla nave due uomini di guardia.
Sull'isola, Jim scappa e incontra Ben Gunn, abbandonato da Flint cinque anni prima. Gunn mostra a Jim la barca che si è costruito, poi lo conduce al fortino di Flint, dove si riunisce a Smollett e agli altri. Nel frattempo, Merry sfugge alla prigionia, s'impadronisce della nave e alza il Jolly Roger. Silver torna alla Hispaniola, arma i suoi uomini con moschetti e progetta di prendere il fortino. A corto d'uomini, Silver tenta di parlamentare con Smollett, ma quando le sue proposte vengono respinte, manda i suoi uomini all'attacco. L'assalto al fortino fallisce, ma Silver ferisce Smollett. Anche se la palizzata sembra una protezione sufficiente, Smollett ipotizza che, con la marea mattutina, Silver possa portare la Hispaniola a portata di cannone e radere al suolo il fortino.
Jim prende la barca di Gunn e taglia la corda dell'ancora della Hispaniola. Il pirata Israel Hands lo scopre e lo insegue nel sartiame. Hands ferisce il braccio di Jim scagliandogli addosso un coltello ma viene ucciso da un colpo partito dalla pistola del ragazzo. La Hispaniola s'incaglia, Jim abbassa il Jolly Roger e alza l'Union Jack. Rallentato dalla sua ferita, che s'infetta a causa dall'acqua stagnante, gli occorre tutta la notte per tornare alla palizzata, che è rimasta impresidiata. All'interno, Jim va in cerca del dottore per curare la sua ferita, ma l'uomo che dorme sotto il soprabito di Livesey è Long John Silver. Jim sviene sul posto. Silver trova la mappa su di lui e i suoi uomini si ridestano. Merry vorrebbe Jim morto, ma Silver dichiara che vuole scambiarlo con la mappa, che i suoi uomini credono nelle mani di Smollett. Gli uomini escono per votare, alla maniera dei pirati. Dagli spalti del fortino, mentre chiama Livesey, Silver vede la nave incagliata, con l'Union Jack al vento, e crede che la fazione di Smollett abbia ripreso il controllo della nave. Gli altri pirati danno a Silver la macchia nera, ma questi rifiuta di riconoscere la loro decisione. Irritati, lo lasciano trattare con Livesey, venuto a curare la ferita infetta di Jim, per la mappa.
Silver tratta segretamente con Livesey per ottenere la clemenza della corte, rivelandogli inavvertitamente che la nave non è più sotto il suo controllo. Livesey accetta solo quando Jim rifiuta di tentare la fuga con lui dal momento che Silver gli ha salvato la vita chiamando il medico. Livesey se ne va e Silver torna con Jim, sbandierando la mappa per convincere i suoi uomini che la sua trattativa ha avuto successo. I pirati sono pazzi di felicità e ritirano la macchia nera, quindi partono in un'ardua caccia al tesoro. Quando finalmente giungono al punto dove si suppone che il tesoro – valutato in 700 000 sterline – sia sepolto, vi scoprono invece una buca completamente vuota tranne che per una ghinea. I pirati si rivoltano contro Silver, che riesce a uccidere tre di loro prima che gli uomini di Smollett compaiono per sbaragliare gli altri. Salutando Silver, Gunn rivela che ha dissepolto il tesoro di Flint e l'ha nascosto in una grotta.
Sebbene abbia tenuto fede alla sua parte dell'accordo, il capitano Smollett vuole ancora riportare Silver in Inghilterra per processarlo per l'ammutinamento. Hawkins, Trelawney e altri due portano Silver sulla Hispaniola tramite una barca a remi caricata con alcuni scrigni del tesoro. Silver agguanta la pistola di Jim e costringe Trelawney e gli altri a scendere dalla barca, ma fa stare Jim con lui per guidarlo fuori dall'insenatura. Jim, invece, lo fa arenare su un banco di sabbia, e Silver gli ordina, sotto la minaccia della pistola, di spingere la barca per disincagliarla, ma Jim rifiuta coraggiosamente. Silver non se la sente di dar seguito alla sua minaccia di sparare e getta la pistola nell'acqua, cercando da sé di spingere la barca. Vedendo gli sforzi di Silver, Jim lo aiuta, dandogli un esitante addio mentre Silver se ne va via a forza di remi con parte del tesoro e gli ricambia l'addio.

## Produzione
Le scene in esterni furono girate in Cornovaglia (fiume Fal, Falmouth, Carrick Roads, Gull Rick e fiume Helford), Devon (scene sugli scogli), Bristol (pontile), e Iver Heath nel Buckinghamshire. Gli interni furono filmati ai Denham Film Studios di Denham nel Buckinghamshire.

## Distribuzione
L'anteprima mondiale del film ebbe luogo a Londra il 22 giugno 1950; fu poi distribuito nelle sale statunitensi dal 30 luglio dello stesso anno. In Italia uscì l'8 marzo 1951.
Nel 1975 uscì di nuovo nei cinema americani. A tale scopo, dovette essere visionato dalla MPAA per ricevere una classificazione, che fu "Parental Guidance" (PG). All'epoca, la linea della Disney (che sarebbe durata ancora quattro anni) era che tutti i suoi film dovessero essere classificati come "G", così furono apportati dei tagli per farlo ricadere nella categoria "G", per 9 minuti complessivi, cosa che portò la durata a 87 minuti. Le scene tagliate furono reintegrate nelle edizioni per lo home video a partire dagli anni Novanta, mentre le prime edizioni VHS e laser disc riportavano ancora la versione di 87 minuti.

### Edizione italiana
Nell'edizione italiana, a cura di Roberto De Leonardis, a John Silver viene dato il soprannome "La Gruccia" anziché "Long", mentre Pew viene chiamato Benda; il doppiaggio venne eseguito dalla C.D.C.

## Accoglienza

### Incassi
Il film incassò in tutto il mondo l'equivalente di 4 100 000 dollari, dei quali 2 100 000 tra Stati Uniti e Canada, da un budget iniziale di 1 800 000 dollari
Fu il sesto film più popolare al botteghino britannico nel 1950.

### Critica
Le recensioni dei critici furono per lo più positive. Thomas M. Pryor del New York Times definì «un intrattenimento magnifico e glorioso» che «cattura il vero spirito del romanzo». Variety lodò il film per le sue "sontuose" ambientazioni e per l'interpretazione di Newton, «un oggettivo tour de force». Sonia Stein del Washington Post scrisse che il film era «come uno scrigno di un tesoro di pietre preziose», con «una delle più belle fotografie a colori mai girate». Harrison's Reports lo definì «un melodramma avventuroso di prim'ordine che appassionerà in egual misura grandi e piccini», mentre Philip Hamburger del New Yorker lo definì «assolutamente di prima categoria […] montato in Technicolor con cura talmente meticolosa e immaginosa che ho avuto la sensazione, durante tutta la visione, di guardare una bella edizione illustrata del libro che prendeva vita». The Monthly Film Bulletin fu tuttavia meno positivo definendo i valori della produzione «funzionali più che immaginosi» e trovando che Driscoll non potesse non essere preso «in questo contesto, per un americano del XX secolo».

## Sequel
Sebbene non ci sia mai stato un sequel vero e proprio, nel 1954 Newton vestì di nuovo i panni del personaggio ne Il ciclone dei Caraibi, prodotto dalla casa di produzione australiana Pagewood Studios, che racconta la storia dal punto di vista di Silver e venne diretto sempre da Haskin.
Newton ha interpretato il ruolo anche in una serie televisiva, The Adventures of Long John Silver, girata nel 1954-55, prodotta anch'essa dalla Pagewood Studios e sequel del film che racconta le vicende di Silver dopo gli eventi della pellicola.

## Opere derivate
Un adattamento a fumetti fu pubblicato sul numero 624 dell'aprile 1955 della testata Four Color Comics della Dell.